# Arthur Moreira Lima

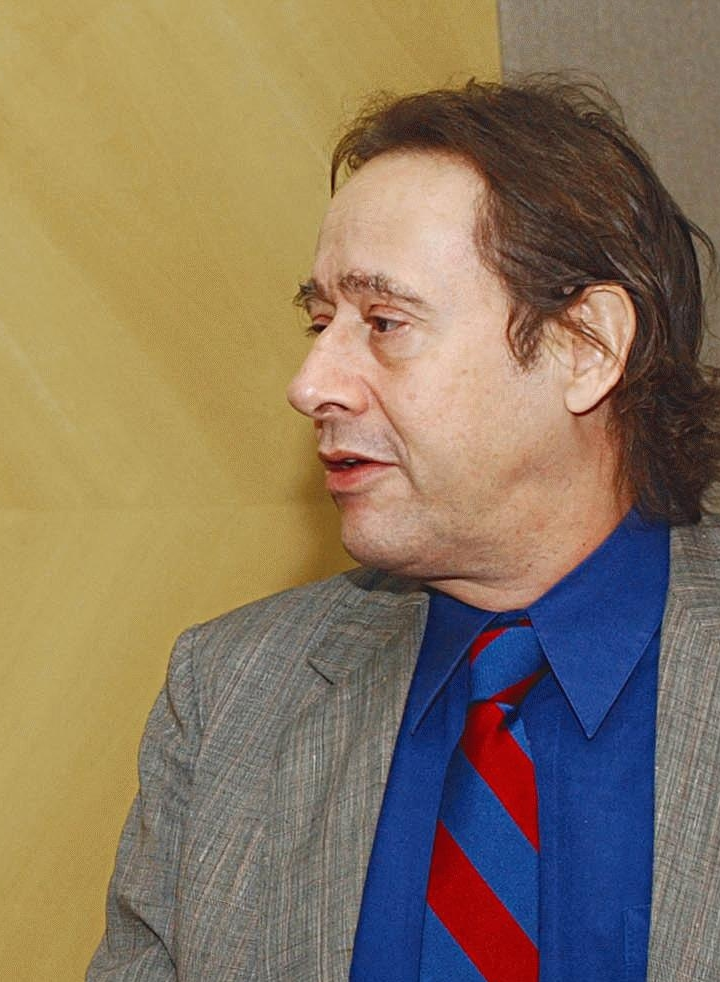
Arthur Moreira Lima (2011)

Arthur Moreira Lima (* 16. Juli 1940 in Rio de Janeiro; † 30. Oktober 2024 in Florianópolis) war ein brasilianischer klassischer Pianist.

## Leben
Lima begann im Alter von sechs oder sieben Jahren mit Klavierunterricht bei Lucia Branco. Drei Jahre später gab er sein erstes öffentliches Konzert.
Mit Unterstützung der brasilianischen Regierung ging Lima 1960 nach Paris, um dort sein Klavierstudium fortzusetzen.
Auf Empfehlung von Lev Oborin und Jakow Sak erhielt Lima anschließend ein Stipendium von der Regierung der Union der Sozialistischen Sowjetrepubliken, um am Moskauer Konservatorium zu studieren. Dort war er von 1963 bis 1968 Student in der Klasse von Rudolf Kehrer.
1965 erhielt er den zweiten Preis beim siebten Internationalen Frédéric-Chopin-Klavierwettbewerb in Warschau. Außerdem gewann er den Publikumspreis und den Sonderpreis für die beste Sonatenaufführung. In den folgenden Jahren nahm er ebenfalls erfolgreich an mehreren Wettbewerben teil, so erzielte er 1969 den dritten Preis bei der Leeds International Piano Competition und 1970 den dritten Preis beim Internationalen Tschaikowsky-Wettbewerb.
In den letzten Jahrzehnten betrieb Lima gemeinschaftsorientierte, künstlerische Projekte in Brasilien. Beispielsweise reiste er in einem Spezialfahrzeug mit seinem eigenen Klavier und gab Konzerte in Gemeinden, die nur begrenzten Zugang zu Musik haben.